# Iglesia de San Salvador de Cora
La iglesia de San Salvador de Cora, transcrito a veces erróneamente como Chora (en griego: Μονή Χώρας; en turco: Kariye Kilisesi (iglesia) o Kariye Camii (mezquita)), está considerada como uno de los más bellos ejemplos de iglesia bizantina que pueda contemplarse en la actualidad. Está situada en el distrito de Edirnekapi de Estambul, intramuros de la muralla de Teodosio y cerca de una de sus puertas. En el siglo XVI, después de la conquista de Constantinopla por los turcos otomanos, fue reconvertida en mezquita hasta que en 1948 se transformó en museo (en turco: Kariye Müzesi). El interior está ricamente cubierto por mosaicos y frescos.

## Historia

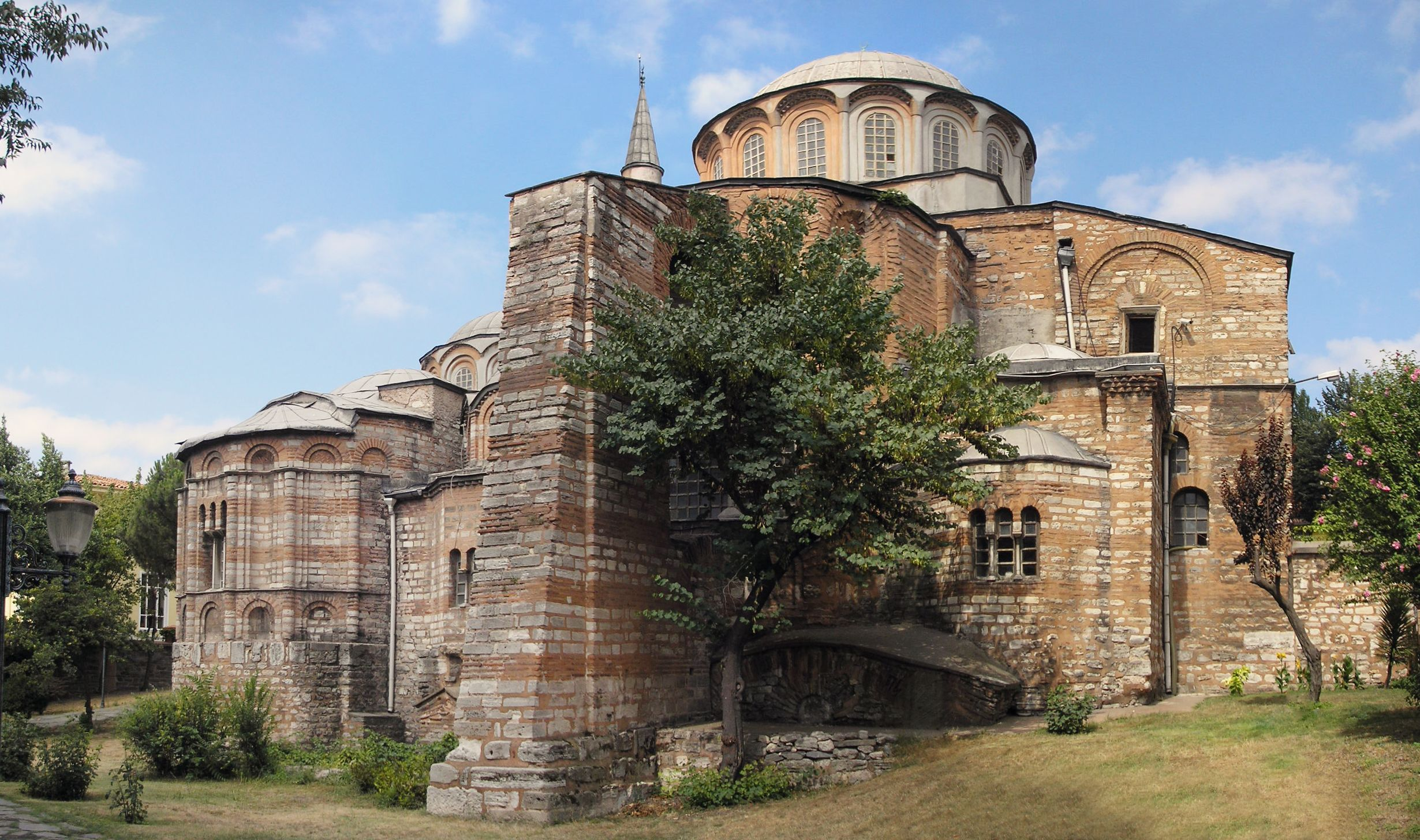
Vista posterior de la iglesia

Originalmente existió un monasterio que se fundó en el siglo IV en una acrópolis en el lugar donde se encontraron las reliquias de San Babilas (obispo de Antioquía que murió martirizado durante la persecución de Decio) y 84 de sus discípulos. La iglesia del monasterio estaba consagrada a Cristo con el nombre de iglesia del Sagrado Salvador en el Campo (en griego: ἡ Ἐκκλησία του Ἅγιου Σωτῆρος ἐν τῃ Χώρᾳ, hē Ekklēsia tou Hagiou Sōtēros en tē Chōra). Chora se refiere a que estaba situada a extramuros de la muralla de Constantino (en el campo, en el extrarradio). Cuando la muralla de Teodosio fue erigida entre los años 413-414, la iglesia se encontraba entonces dentro de los muros defensivos de Constantinopla, pero siguió conservando su apelativo de Cora. Este nombre también podría tener un sentido más simbólico, ya que al contemplar los mosaicos del nártex se describe a Cristo como la Tierra de la Vida (ἡ Χώρα των ζώντων, hē Chōra tōn zōntōn) y a María como Contenedora de lo Incontenible (ἡ Χώρα του Ἀχώρητου, hē Chōra tou Achōrētou).
El emperador Justiniano I empezó a reconstruir la iglesia alrededor del año 536 pero no pudo terminarse totalmente por un terremoto que se produjo el 6 de octubre de 557. El emperador ordenó entonces la construcción de un monasterio e iglesia de mayor tamaño, dedicando una de las tres capillas a María. En el siglo VIII, durante el período iconoclasta, sufrió grandes daños en las imágenes representadas.
Sin embargo, la mayoría de lo que puede verse hoy día data de 1077-1081, cuando María Dukaina, suegra de Alejo I Comneno reconstruyó la iglesia de San Salvador de Cora en forma de cruz griega inscrita, un estilo aparecido en aquella época y que servirá posteriormente de modelo para las iglesias ortodoxas hasta el siglo XVIII.
A principios del siglo XII, la iglesia sufrió un derrumbe parcial, probablemente debido a un terremoto. Fue entonces reconstruida por el príncipe Isaac Comneno, el tercer hijo de Alejo I. A principios del siglo XIII, fue saqueada por los cruzados. No fue sino a partir de la tercera fase de construcción en el siglo XIV en que la iglesia adquiere el aspecto que tiene en la actualidad. El poderoso hombre de la corte de Andrónico II Paleólogo, Teodoro Metoquites, un intelectual de la época añadió el exonártex y el paraclesion (capilla contigua) de la iglesia y dotó a San Salvador de Cora de mosaicos y frescos, estableciendo una historiografía cronológica religiosa. Esta impresionante decoración interior fue realizada entre 1315 y 1321. Los mosaicos son uno de los mejores ejemplos del Renacimiento Paleólogo. Los artistas siguen siendo desconocidos. En 1328 se produjo un golpe de Estado en el que Andrónico II debe abdicar a favor de su nieto Andrónico III Paleólogo y Teodoro Metoquites es condenado al exilio en Didymoteicha en Tracia. Se las ingenia, dos años más tarde, para ser autorizado a volver a Constantinopla con la condición de que viviese como monje en el mismo monasterio de Cora, donde murió en 1332.
Durante el último asedio de Constantinopla en 1453, el icono del Theotokos Hodegetria (La que muestra el camino), considerado protector de la ciudad, se llevó a Cora como ayuda para los defensores contra el asalto de los Otomanos.
Después de la conquista de Constantinopla por los Turcos, Atık Ali Paşa, gran visir de Bayaceto II transformó la iglesia en Mezquita — Kariye Camii en 1511. Debido a la prohibición de representar al Hombre en el Islam, se recubren los frescos y mosaicos con una capa de yeso para ocultarlos, sin llegar a destruirlos, aunque esto, junto con los terremotos, frecuentes en la zona, han dejado su huella en las imágenes.
En 1948, Thomas Whittemore y Paul A. Underwood, del Instituto Bizantino de América y del Centro Dumbarton Oaks para Estudios Bizantinos, patrocinaron un programa de restauración. A partir de entonces, el edificio dejó de ser mezquita y en 1958 se abrió al público convertido en Museo — Kariye Müzesi. No obstante el verano de 2020 su administración fue transferida a la Dirección de Asuntos Religiosos para su reconversión.

## Edificio

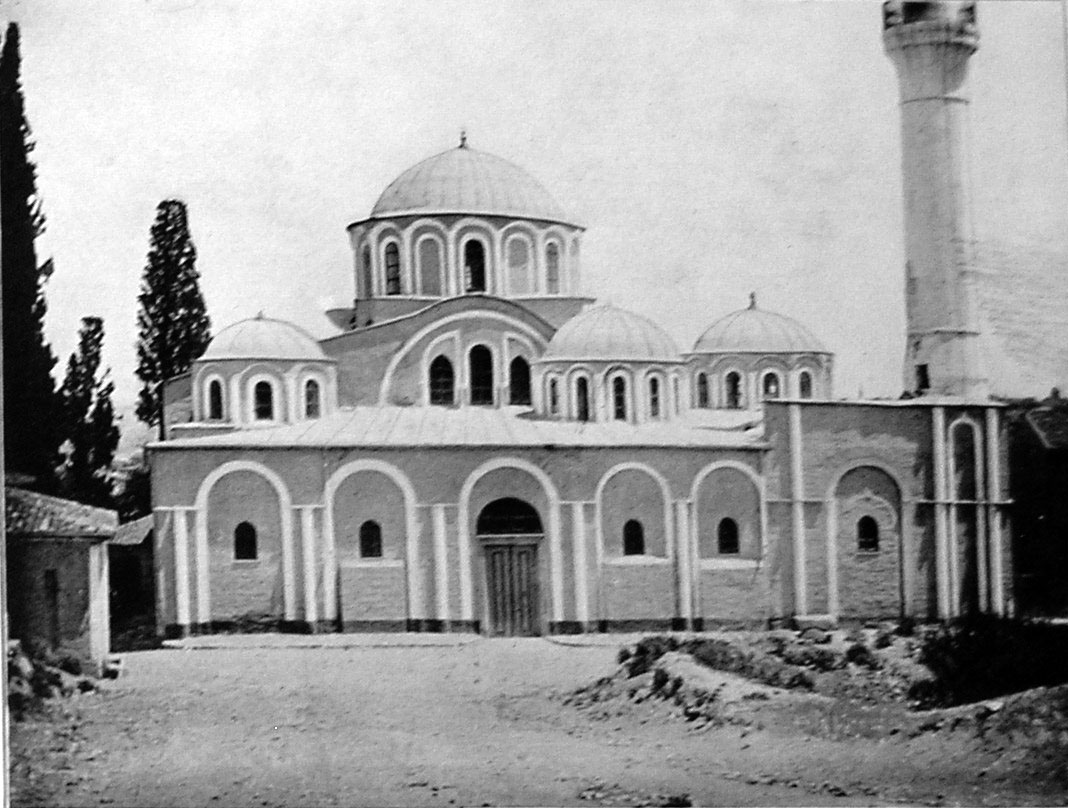
Fotografía de Millingen de 1912.

La iglesia es pequeña comparada con otras iglesias de Estambul (tiene una superficie de 742,5 m²), pero lo que pierde en tamaño se compensa con creces por la majestuosidad del interior, como es frecuente en la arquitectura bizantina. El edificio consta de tres partes principales: nártex o vestíbulo, la naos o cuerpo principal de la iglesia y el paraclesion o capilla adyacente funeraria. El nártex a su vez se divide en dos partes: el nártex interior o esonártex y el nártex exterior o exonártex que son contiguos. El esonártex formaba parte de la construcción original.
El templo tiene seis cúpulas, dos en el esonártex, una en el paraclesion y tres en la naos. La cúpula más grande, de 7,7 m de diámetro se encuentra en el centro de la naos.

### Decoración interior
Los mosaicos y frescos presentes en el Museo son, por su calidad y cantidad, una de las obras pictóricas más importantes legadas por los artistas bizantinos. Se realizaron contemporáneamente a la época de Giotto y se pueden notar similitudes con el realismo y la vitalidad que son la marca del Prerrenacimiento aunque si se examinan los detalles de su ejecución, las diferencias son importantes. Las pinturas italianas de la época no comparten el trazo tradicional, muy estilizado, del arte bizantino. Los graciosos movimientos de los personajes dan a sus representaciones una ligereza y elegancia incomparable, por otro lado subrayadas por una fresca coloración. Además la vasta gama de temas bíblicos dan una idea de la fuerza creadora de los maestros bizantinos a pesar del orden iconográfico impuesto. El tema principal de estos mosaicos, ricos en detalles, es la encarnación de Dios como hombre y la salvación aportada a los hombres. La resurrección de Cristo es el motivo central de los frescos de la capilla funeraria y viene a completar esta noción de salvación.

### Nártex
El nártex está dividido en el exonártex y el esonártex.

#### Exonártex

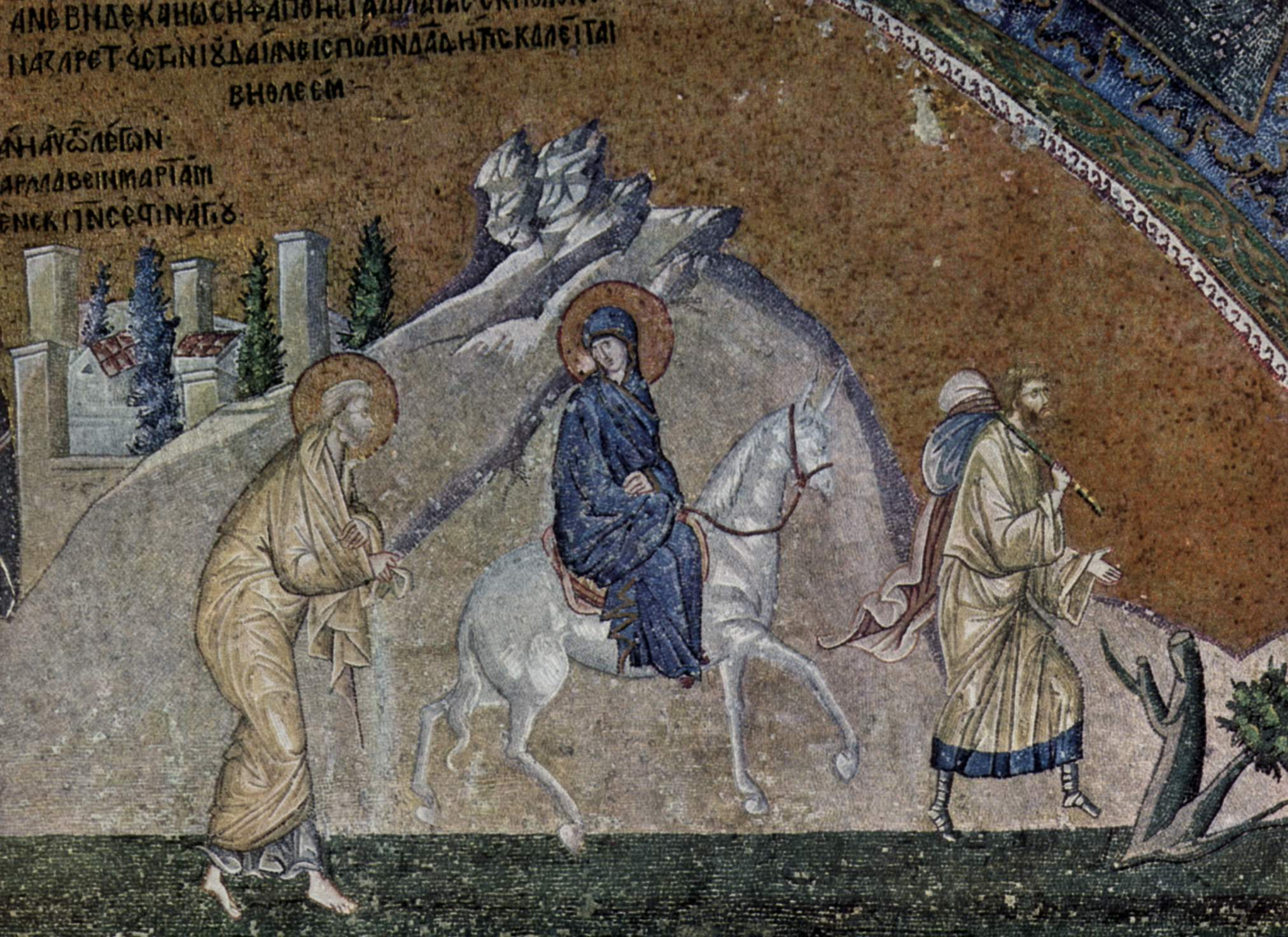
Mosaico del Viaje a Belén, detalle de la escena del Sueño de José en el exonártex

Exonártex o nártex exterior. La portada principal occidental de la iglesia se abre al exonártex, corredor transversal de 4 m de ancho por 23 m de largo, que está parcialmente abierto a lo largo de la cara oriental al paralelo esonártex. Al sur, el exonártex se abre, a través del esonártex, formando una ante cámara del paraclesion.
Al entrar, la mirada te lleva enseguida a la representación del Cristo Pantocrátor por encima del pórtico del nártex interior. En el lado opuesto, encima de la entrada principal, se encuentra la Virgen María: La iglesia está dedicada así a Cristo y a María.

#### Esonártex
El esonártex (o nártex interior) es similar al exonártex, corriendo paralelo a él. Igual que el anterior, el esonártex tiene 4 m de ancho pero es ligeramente más corto, 18 m. Su puerta central oriental se abre a la naos, mientras otro pórtico en el extremo sur se abre a la ante cámara rectangular del paraclesion. En su extremo norte, una puerta lleva a un corredor que va de oeste a este y que corre por el lateral norte de la naos hasta la capilla de la Prótesis. El esonártex tiene dos cúpulas, la pequeña, encima de la entrada al corredor norte y la mayor está situada en el medio de las entradas a la naos y al paraclesion.
Después de franquear el nártex exterior se puede ver el mosaico que representa al benefactor de la iglesia, Teodoro Metoquites, arrodillado y con turbante, que la presenta a Cristo. Dos iconos de San Pedro y San Pablo, en mosaico, franquean el pasillo. La cúpula meridional muestra un Cristo Pantocrátor y su genealogía, la del norte presenta a María y sus antepasados.
En la bóveda bajo la cúpula del esonártex, el ciclo, que contaba originalmente con 20 escenas, comienza con la vida de María que era muy popular en la Edad Media. El ciclo de imágenes en el nártex exterior comienza con la infancia de Jesús y prosigue en el nártex interior con la representación de los milagros públicos de Cristo.

### Naos
Los pórticos centrales del esonártex conducen al cuerpo principal de la iglesia, la naos. La mayor cúpula de la iglesia (7,7 m de diámetro) se localiza en el centro de la naos. Dos cúpulas de menor tamaño flanquean el  modesto ábside: la del norte se localiza sobre la prótesis que la enlaza  sobre un pequeño pasillo a la bema o tribuna elevada; la cúpula sur se localiza sobre el diaconicón, al que se llega a través del paraclesion.
La Dormición de la Virgen o (Koimesis de la Virgen) se representa en un mosaico por encima de la puerta central de la nave. El niño que tiene el Cristo detrás simboliza su alma. Este mosaico de composición clásica es el único representante que nos ha llegado de un conjunto de mosaicos que representan las Doce Fiestas y que ocupaban toda la nave. Sin mobiliario y desprovisto de otras decoraciones, la naos no deja más a la vista que el mármol que lo decora y da una impresión de frialdad, reforzada por los tonos azules y verdes de las venas del mármol así como su escasa iluminación.

### Paraclesion
A la derecha del exonártex, se abre la capilla adyacente o paraclesion. El paraclesion se utilizó como capilla funeraria para enterramientos de familias o para contener monumentos conmemorativos. En la pared norte se encuentra el arcosolio con la tumba de Teodoro Metoquites y en el arcosolio de la pared sur su amigo y Gran Condestable de la Corte de Andrónico II, Miguel Tornikes.
La cúpula que contiene es la segunda por tamaño de la iglesia (4,5 m de diámetro) y se sitúa en el centro del paraclesion. Un estrecho pasillo une el paraclesion a la naos y a los lados se encuentran un pequeño oratorio y un almacén. Las paredes y los techos del paraclesion están principalmente recubiertos de frescos. Al fondo del paraclesion, en el ábside, se encuentra la obra maestra de la iglesia: un fresco que representa la Bajada a los Infiernos o Anastasis, donde aparece Cristo que saca a Adán y Eva de sus sepulcros, Juan el Bautista, David y Salomón.

## Galería de imágenes

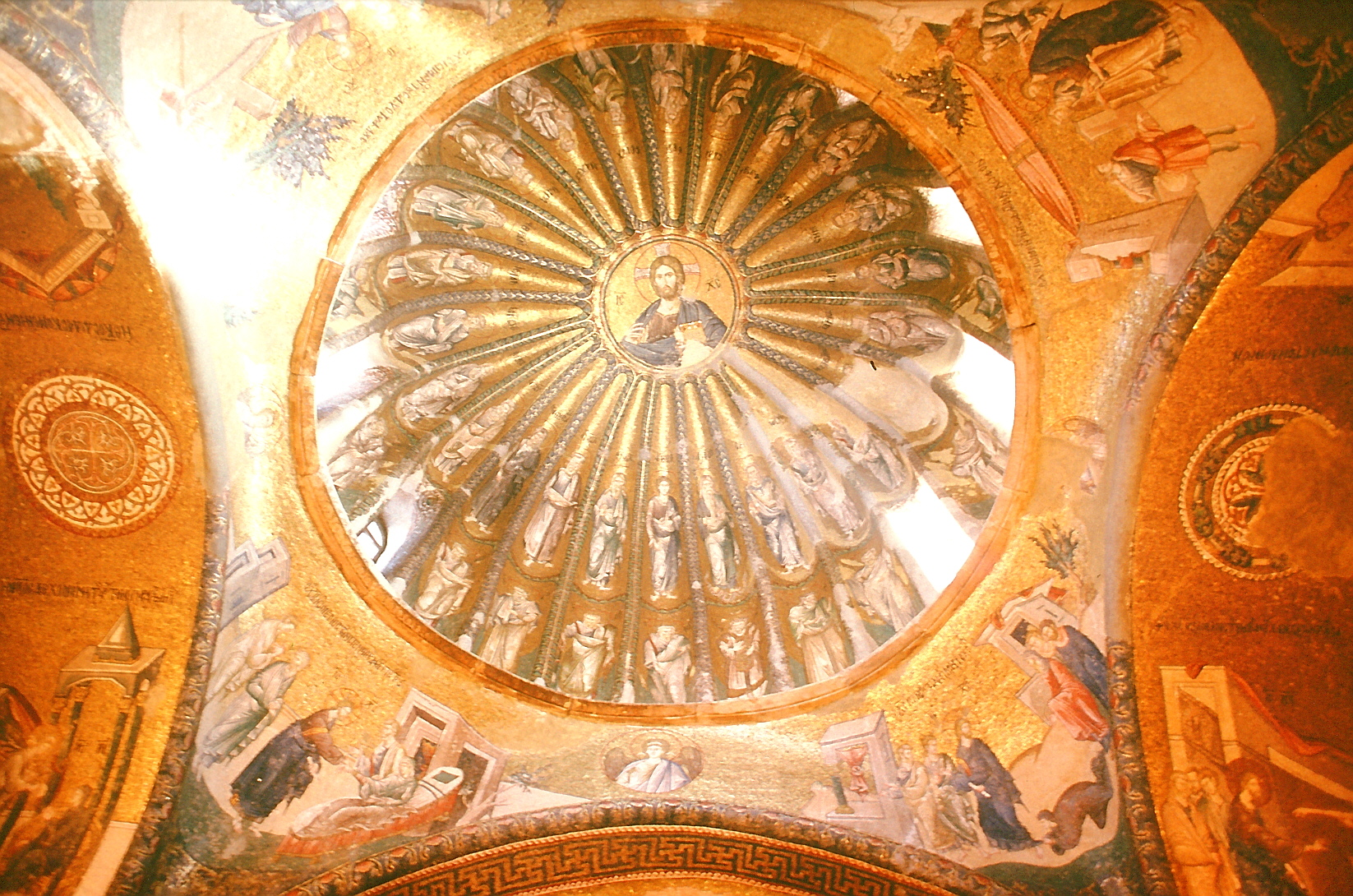
Mosaicos de la genealogía de Cristo en una de las cúpulas del exonártex.
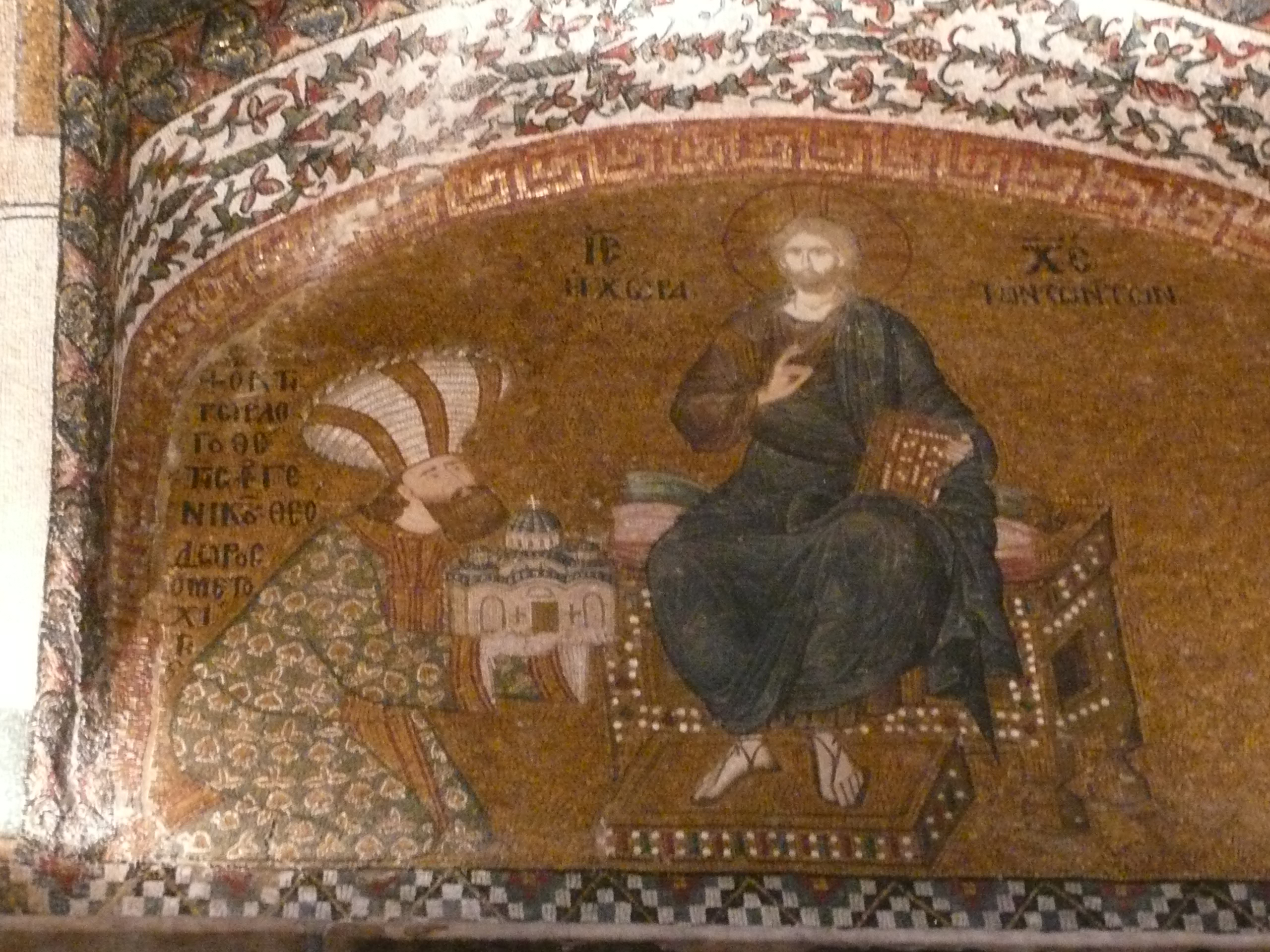
Mosaico de Cristo entronizado con Teodoro Metoquites que presenta un modelo de la iglesia.
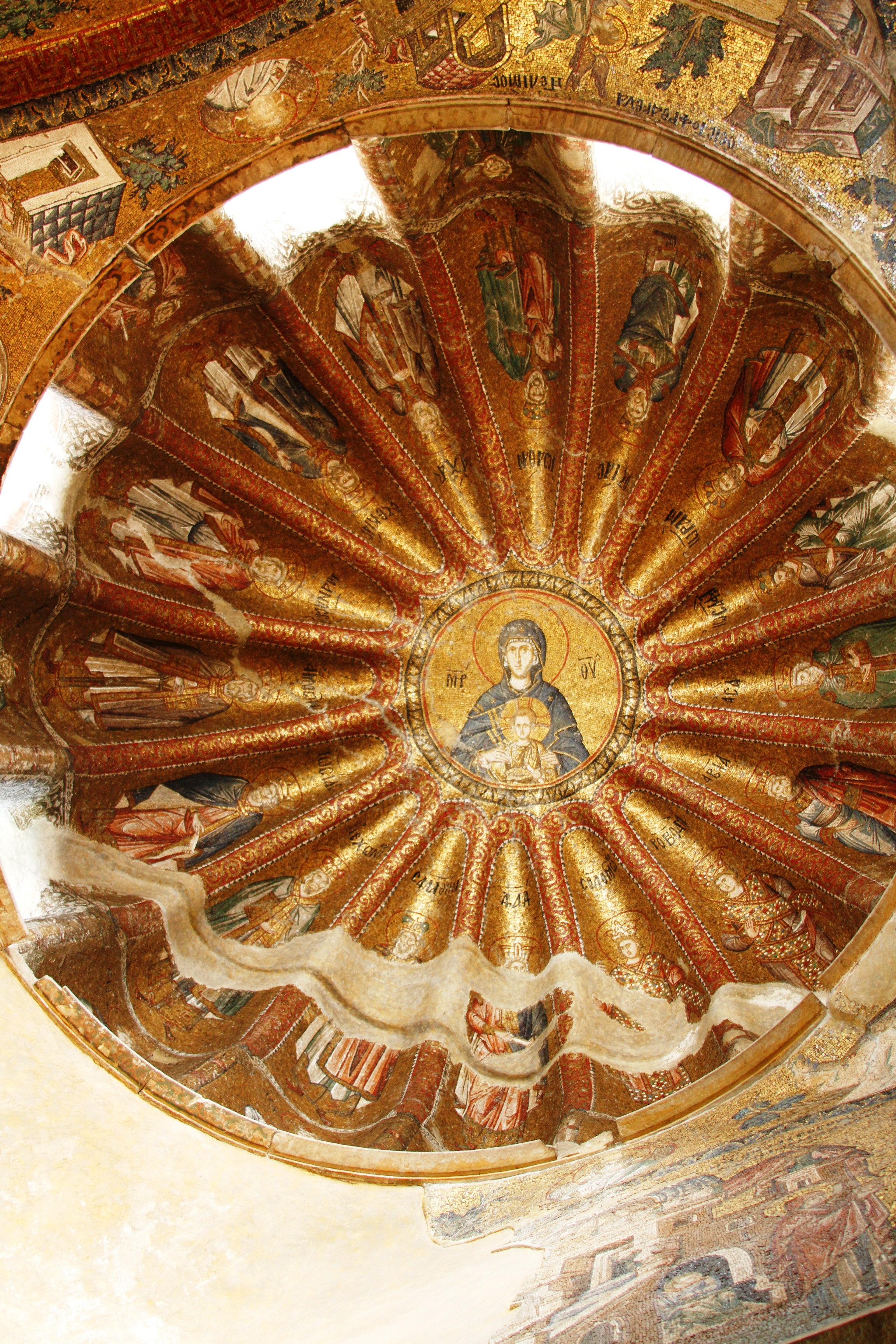
Mosaico de la Virgen con Niño, cúpula norte del nártex interior.
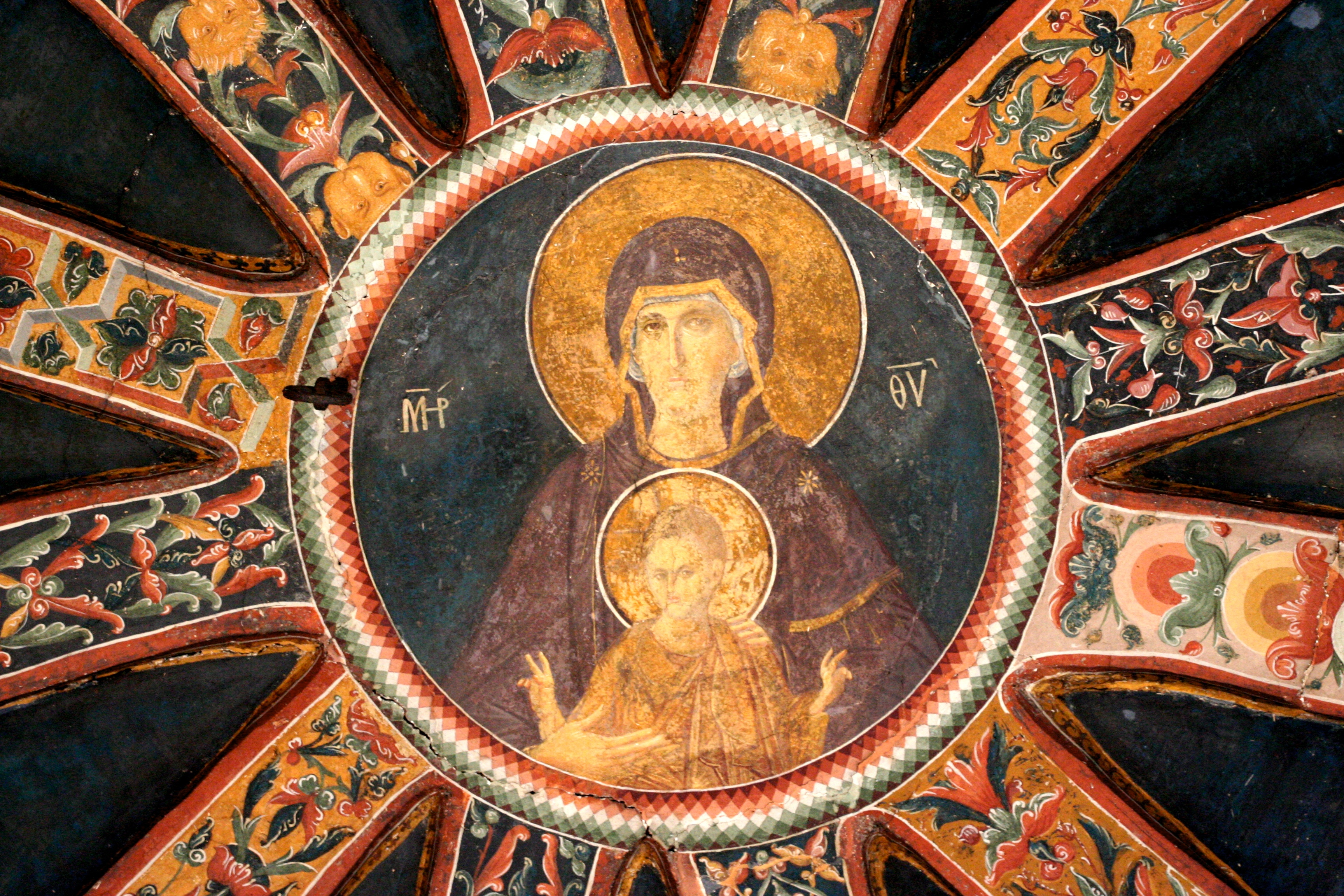
Detalle de la Virgen con el Niño, cúpula norte del exonártex.
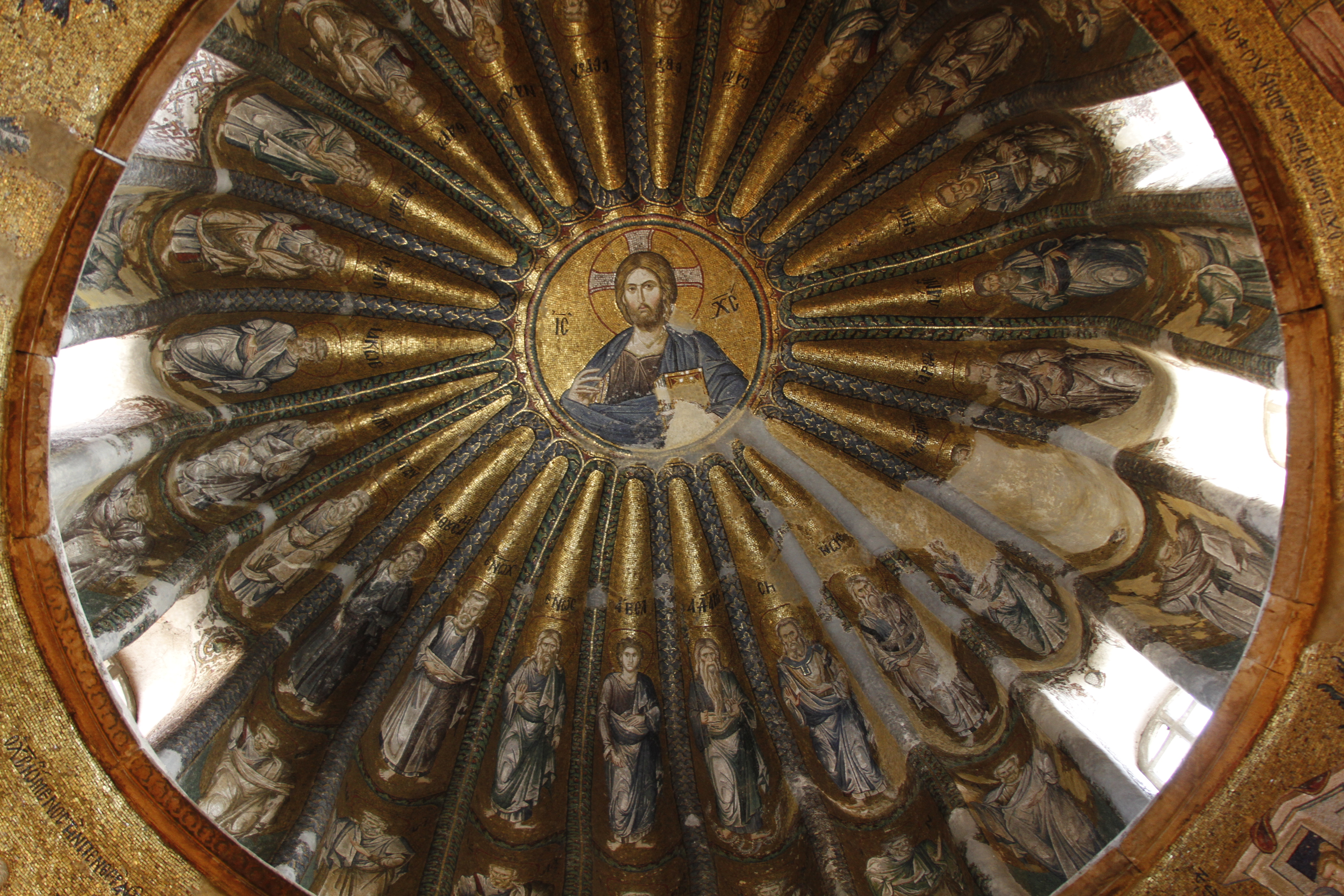
Mosaico del Cristo Pantocrátor y sus antepasados, cúpula sur del exonártex.
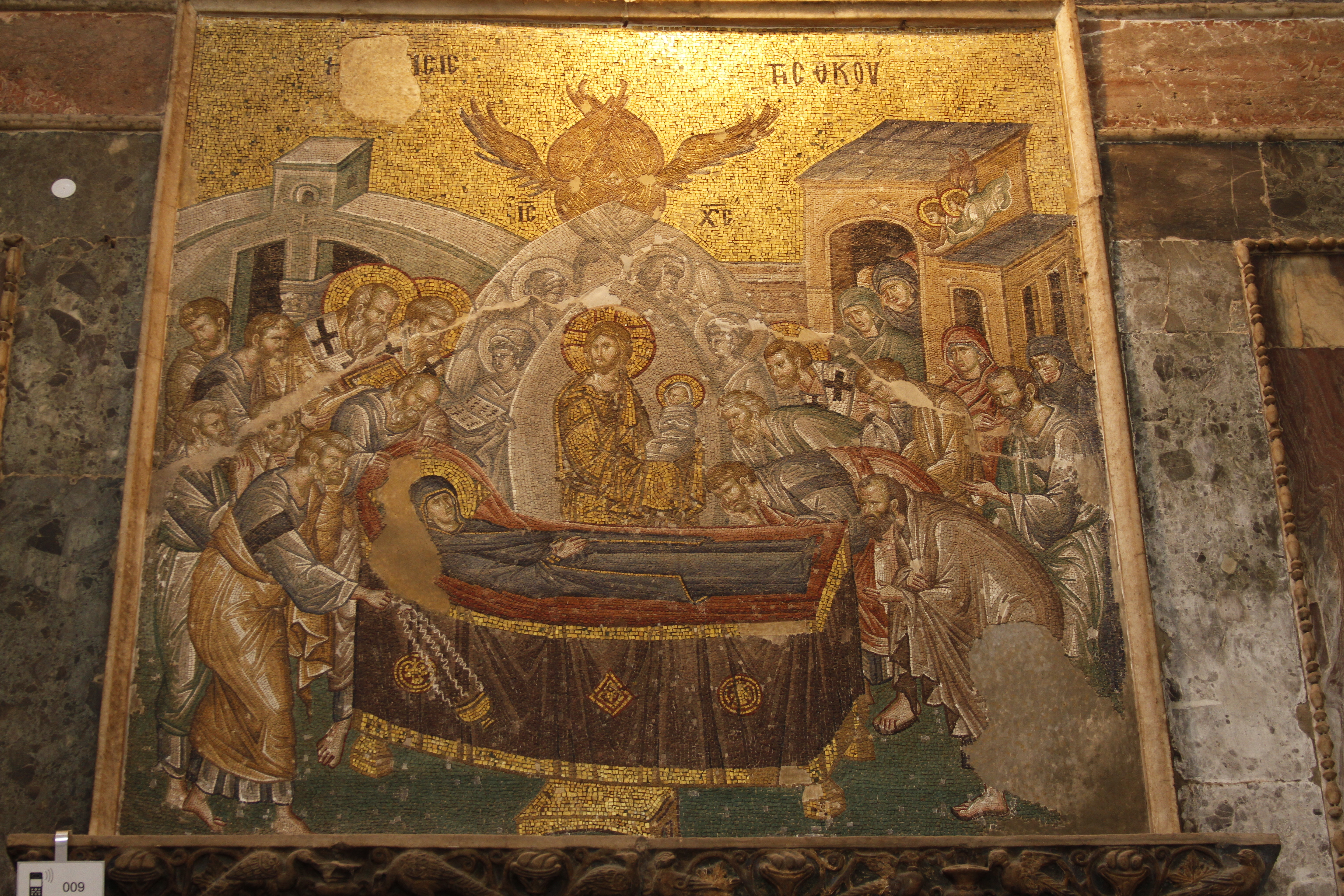
Mosaico de la Dormición de la Virgen en la naos.
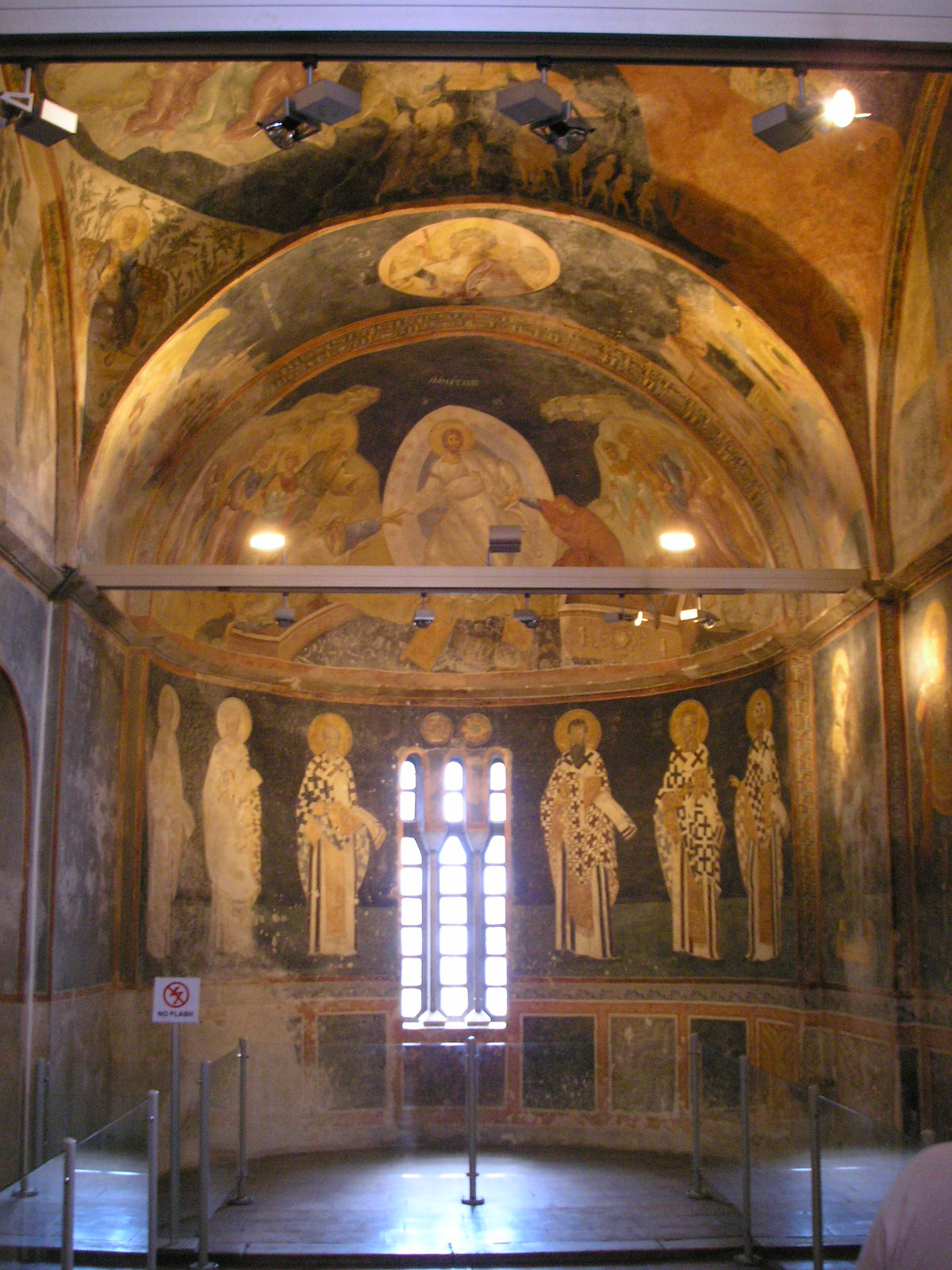
Vista del ábside del paraclesion.
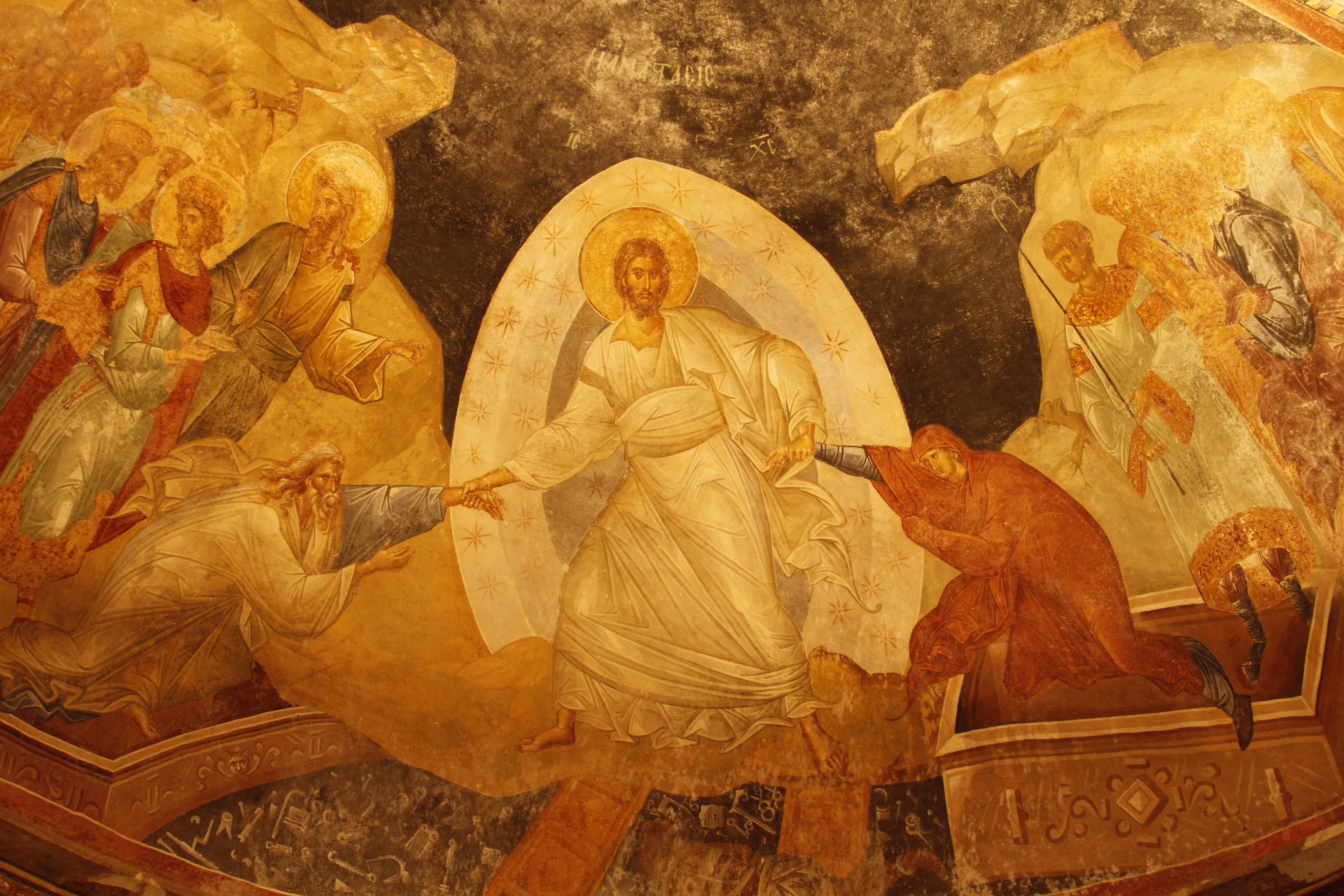
Fresco de la Anastasis en el paraclesion.